# Junípero Serra
São Junípero Serra O.F.M., em catalão Fra Juníper Serra (24 de novembro de 1713 – 28 de agosto de 1784) foi um frade franciscano maiorquino que fundou uma cadeia de missões na Alta Califórnia, parte da província de Las Californias na Nova Espanha, atual Califórnia, Estados Unidos. Entre as missões fundadas encontram-se os núcleos que deram origem a Los Angeles, San Francisco, Sacramento e San Diego.
O Padre Serra foi beatificado pelo Papa João Paulo II em 25 de setembro de 1988. Foi canonizado pelo Papa Francisco em 23 de setembro de 2015, por ocasião da sua viagem apostólica a Cuba e Estados Unidos.

## Biografia

### Estudos
Em 24 de novembro de 1713 nasceu em Petra (ilha Maiorca), filho de Antoni Serra Ferrer e Margarita, uma criança a quem foi colocado no batismo o nome de Josep Miquel. Veio ao mundo na humilde casa de uma família simples de agricultores modestos, de comportamento honesto, devoto e exemplar. Enquanto crescia e dava os primeiros passos pelas ruas da sua aldeia, os seus pais educaram-no nos caminhos da fé católica e do santo amor de Deus. Eles eram analfabetos, mas tentaram dar a seus filhos uma educação melhor, levando-o para a escola no convento franciscano de San Bernardino. Aí o menino aprendeu as primeiras letras e fez um grande progresso na sua formação, e foi para Palma de Maiorca para prosseguir o ensino superior.
Com a idade de 15 anos começou a frequentar aulas de filosofia no convento de San Francisco de Palma e, sentindo-se chamado por vocação religiosa, no ano seguinte viu o hábito franciscano no convento de Jesus, fora das muralhas da cidade. A 15 de setembro de 1731 emitiu os votos religiosos com o nome de José Miguel Junípero, em homenagem a São Junípero.
Cursa estudos eclesiásticos de forma brilhante, e passa a dar aulas de filosofia no convento de San Francisco, em Cátedra atribuída com o consentimento unânime de todos os examinadores. Seu ensino em San Francisco durou de 1740-1743, e no último ano ensinou teologia no então famoso Scotus Luliana, na Universidade de Palma de Maiorca.

### Apostolado

Frei Junípero Serra

Em 1749, juntamente com 20 missionários franciscanos, partiu para o Vice-Reino do Nova Espanha, nome colonial do México. O grupo chega a Veracruz em 7 de dezembro. Enquanto seus companheiros continuam a sua viagem para a Cidade do México em mula, o Irmão Junípero e um companheiro decidiram fazer a viagem a pé. Após essa viagem ficou com uma perna ferida da qual sofreria até falecer.
O primeiro destino do Irmão Junípero foi Santiago Xalpan (hoje Jalpan) em Sierra Gorda em Queretaro, onde permaneceu nove anos dedicados a converter os nativos pames na área, enquanto lhes ensinavam os rudimentos do trabalho da agricultura e pecuária, bem como fiação e tecelagem.
O próximo destino do Irmão Junípero deveria ter sido o território inóspito dos Apache. No entanto, a morte do vice-rei suspendeu a saída do grupo missionário àquelas terras, de modo que o frade teve de esperar na Cidade do México durante vários anos antes de receber o seu próximo destino missionário.

### Na Califórnia
Em 1767 Carlos III ordenou a expulsão de todos os jesuítas que estavam na Nova Espanha. Esta ordem afetou os missionários jesuítas que assistiam os indígenas e europeus de Las Californias, que foram substituídos por 16 missionários da ordem franciscana liderados pelo padre Junípero. A delegação deixou a cidade do México em 14 de julho de 1767, zarpando do porto de San Blas para a península da Baixa Califórnia. Após uma curta viagem chegou a Loreto, então sede da Missão de Nossa Senhora do Loreto, considerada a mãe das missões da Alta e da Baixa Califórnia.
Uma vez que a procissão chegou à península determinada a continuar a explorar a Alta Califórnia para levar a "luz do Evangelho" à população indígena que, ao contrário da população do centro do México desconhecia a agricultura, salvo em algumas zonas do deserto, a sua alimentação era limitada à recolha de frutos silvestres e raízes, bolotas, caça de cervos, alces e coelhos, e à pesca. Não costumavam usar roupas adequadas para se aquecerem e cobriam o corpo com peles de veado, penas, casacos de peles de lontra e de lama.

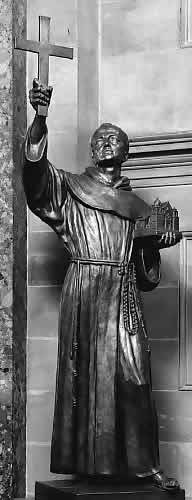
Frei Junípero Serra. Escultura no The National Statuary Hall

Em 1768 saiu a expedição por mar àquelas terras. O navio San Carlos levava vacas, porcos e cavalos. Tinha começado a saga do Irmão Junípero e dos seus companheiros. A primeira fundação espanhola no Norte da Califórnia foi a Missão de São Diego de Alcalá em 1769, mas o irmão Junípero veio um pouco mais tarde, quando a Terra estava viajando com a expedição.
Desde a fundação de San Diego, no decurso de 15 missões foram fundadas outras 9 comunidades impulsionadas pelo missionário Serra. Ele e os seus colegas prosseguiram o curso de ação estabelecido, durante a estadia na Sierra Gorda. Quando chegaram a um lugar conveniente, ergueram uma capela, cabanas de residência para os monges e um pequeno forte como proteção contra possíveis ataques. Acolhiam os ameríndios que se aproximavam por curiosidade e, quando ganhavam a sua confiança, convidavam-nos a instalarem-se nas vizinhanças da missão.
Lá, enquanto catequizavam os índios, os missionários ensinavam-lhes noções de agricultura, pecuária e alvenaria, como lidar com sementes e animais, e aconselhavam-nos a trabalhar a terra. Alguns deles também aprenderam técnicas de serralharia, carpintaria ou alvenaria. As mulheres eram ensinadas a cozinhar, costurar e tecer. A mudança de vida também afetou a cultura indígena e a religião, o que conduziu ao sincretismo que continua até hoje.
Com a morte do Irmão Junípero na Missão de São Carlos Borromeu (Monterey (Califórnia)), em 28 de agosto de 1784, foram estabelecidas nove missões que eventualmente cresceram para se tornar grandes cidades: Los Angeles, San Francisco, San Diego e Sacramento são apenas algumas.

## Controvérsias
Alguns povos nativos americanos, no entanto, acreditam que Serra forçou os índios a juntarem-se às missões e abandonarem sua própria cultura, religião, costumes e alimentação. Milhares deles teriam morrido prematuramente, vitimados por doenças que eram comuns na Europa. Importante ressaltar também que não há nenhuma prova definitiva contrária à inocência de Serra.